# Sven Mellberg
Sven Mellberg, född 10 augusti 1908, död 22 november 2008, var en svensk organist och kompositör.

## Biografi
Mellberg tog organistexamen 1931 i Skara samt musiklärarexamen och högre kantorsexamen 1934 vid Musikaliska akademin i Stockholm. Efter att ha tjänstgjort i olika kyrkor, bland annat Säve, Karl Johan och Älvsborg, kom han 1943 som organist till Västra Frölunda församling och verkade där fram till 1969. Han var därefter organist i Johannebergskyrkan fram till sin pensionering, men var fortsatt verksam många år i musikgudstjänster, där han ofta ackompanjerade körer under ledning av hans hustru Valborg Bystedt-Mellberg.

## Utmärkelser
- 1966 – Sveriges Kyrkosångsförbund förtjänsttecken.[2]
- 1969 – Kungl. Patriotiska sällskapets stora guldmedalj.[3]

## Kompositioner
- Bröllopsmarsch (del av Bröllopsmarscher från Burträsk till Böda). Stockholm: Gehrmans Musikförlag AB. 2019. https://www.wessmans.com/pdf/artikel/ER101236.pdf
- Adagio
- Canzona a la Intrada
- Tre orgelstycken. Stockholm: Ed. Reimers. 1999. Libris 2812542. https://libris.kb.se/bib/2812542?vw=full
  - Chorale Fantasia
  - Passacaglia
  - Toccata & Fugue

## Diskografi
- 1981 – Epilogue Piano-sonat, på LP Jörgen Amsö, Piano, Ton Art 12, framförd av Jörgen Amsö[6]
- 1983 – Adagio, på LP Orgel Gustavi Domkyrka Göteborg, Opus 3 Records - 8307, framförd av Henrik Cervin[7]